# Estadi Olímpic de Sankt Moritz
L'Estadi Olímpic de Sankt Moritz (en alemany: Stadion St. Moritz) és un estadi exterior situat a la ciutat de Sankt Moritz (Suïssa) especialitzat a allotjar competicions de patinatge de velocitat, hoquei sobre gel i patinatge artístic. Fou l'escenari principal durant la realització dels Jocs Olímpics d'Hivern de 1928 i 1948.
L'artista i dissenyador Rolf Sachs és l'actual propietari de l'antic terreny de l'estadi, i l'edifici que conté els vestuaris per a esportistes i oficials és casa seva.